# Райгарх (округ)
Райгарх (англ. Raigarh) — округ в индийском штате Чхаттисгарх. Административный центр — город Райгарх. 

## История
Район образовался в результате слияния княжеств Райгарх, Шакти, Сарангарх, Удайпур и Джайпур. 

## География
Площадь округа — 7086 км². 

## Население
По данным всеиндийской переписи 2001 года население округа составляло 1 265 529 человек. 
Уровень грамотности взрослого населения составлял 70,2 %, что выше среднеиндийского уровня (59,5 %). Доля городского населения составляла 13,4 %.